# Cabo de Vila (Abadín)
Cabo de Vila es un lugar de la parroquia de Abeledo, municipio de Abadín, comarca de Tierra Llana, provincia de Lugo, Galicia, España.